# Ediciones Palabra
Ediciones Palabra S.A. es una editorial española constituida en 1965. 

## Publicaciones
Ediciones Palabra se fundó en Madrid en 1965. Publica libros, revistas y CD-Rom cristianos para la formación humana y espiritual de la persona y la familia. Tiene un fondo vivo de más de seiscientos títulos, además de dos revistas mensuales: Mundo Cristiano y Hacer Familia. Publicó una tercera revista mensual, Revista Palabra entre 1965 y 2020.
Sus publicaciones se difunden en los cinco continentes y, aunque es especialmente importante su presencia en todos los países de habla hispana, gran parte de su fondo editorial ha sido traducido a otros idiomas. Caben destacar las colecciones Hablar con Dios con un dos millones de ejemplares vendidos; Hacer Familia, «una completa colección de libros sobre la familia» —según El País—, con ochocientos títulos publicados en cuatro idiomas; y los Folletos y Juveniles de Mundo Cristiano con cerca de diez millones de ejemplares. 
En el ámbito de la literatura infantil y juvenil han publicado obras de reconocidos escritores como: Angelina Lamelas, César Fernández García, Mauro Leonardi, Miguel Luis Sancho y Julio César Romano Blázquez.
Al frente de la editorial estuvo Rosario Martín de Cabiedes (hasta 2023);y María Pardo Martín (desde 2024).